# Plasa Bilciurești, județul Dâmbovița
Plasa Bilciurești, județul Dâmbovița a fost o unitate administrativă, o sub-diviziune administrativă de ordin doi, una din cele nouă plăși existente de-a lungul timpului ale județului interbelic Dâmbovița. Reședința sa fusese în actuala comună omonimă, Bilciurești.

## Descriere
Plasa Bilciurești a funcționat între anii 1925-1950, fiind înființată după desființarea plasei Finta. Prin Legea nr. 5 din 6 septembrie 1950 au fost desființate județele și plășile din țară, pentru a fi înlocuite cu regiuni și raioane, unități administrative organizate după model sovietic.